# Montegrotto Terme
Montegrotto Terme é uma comuna italiana da região do Vêneto, província de Pádua, com cerca de 10.315 habitantes. Estende-se por uma área de 15 km², tendo uma densidade populacional de 688 hab/km². Faz fronteira com Abano Terme, Battaglia Terme, Due Carrare, Galzignano Terme, Torreglia.

## Demografia
| Variação demográfica do município entre 1861 e 2011                               |
|                                                                                   |
| Fonte: Istituto Nazionale di Statistica (ISTAT) - Elaboração gráfica da Wikipedia |